# تركانت (أولوز)
{{معلومات مدينة
| الاسم الرسمي = تركانت
| خلفية =تعتبر تركانت من أهم المناطق المعروف في أولوز بالطبيعة الخلابة وتحمل في باطنها أشجار الزيتون بشكل كبير عن أي منطقة في أولوز ...والمعنى الذي دفع ألى أن تسمى بهذا الاسم هو أنه لا توجد فيه إلا شجرة وأحدة من أشجار الاركان ...
| اسم2 =
| صورة =
| تعليق الصورة =
| حجم الصورة =
| بدل الصورة =
| علم =
| تعليق علم =
| شعار =
| تعليق شعار =
| اللقب =
| شعار نصي =
| تاريخ التأسيس =
| خريطة المدينة =
| تعليق على الخريطة =
| حجم الخريطة =
| البلد =
| العاصمة =
| نوع المنطقة = الجهة
| اسم المنطقة = سوس ماسة
| نوع المنطقة 2 = الإقليم
| اسم المنطقة 2 = تارودانت
| نوع المنطقة 3 = الدائرة
| اسم المنطقة 3 = [[دائرة برحيل
| نوع المنطقة 4 = الجماعة القروية
| اسم المنطقة 4 = أولوز
| نوع المنطقة 5 = المشيخة
| اسم المنطقة 5 =أولوز
| نوع المنطقة 6 =
| اسم المنطقة 6 =
| نوع المنطقة 7 =
| اسم المنطقة 7 =
| نوع المنطقة 8 =
| اسم المنطقة 8 =
| عاصمة سابقة لـ =
| المسؤول الأعلى =
| اسم المسؤول = 
| المسؤول الثاني =
| اسم المسؤول الثاني =
| المسؤول الثالث =
| اسم المسؤول الثالث =
| المساحة الكلية =
| ارتفاع =
| التعداد السكاني = 294
| الكثافة السكانية =
| سنة التعداد = 2004
| الذكور =
| الإناث =
| عدد الأسر = 43
| عدد المساكن =
| إحداثيات =
| خط الطول =
| دائرة العرض = 
| خريطة البلد =
| عنوان تحت الخريطة =
| التوقيت =
| فرق التوقيت =
| غرينتش توقيت صيفي =
| الرمز البريدي =
| الرمز الهاتفي =
| الموقع الرسمي =
}}
تركانت هو دُوَّار يقع بجماعة أولوز، إقليم تارودانت، جهة سوس ماسة في المملكة المغربية. ينتمي الدوّار لمشيخة أولوز التي تضم 58 دوار. يقدر عدد سكانه بـ 294 نسمة حسب الإحصاء الرسمي للسكان والسكنى لسنة 2004.

## روابط خارجية
- البوابة الوطنية للجماعات الترابية نسخة محفوظة 12 مارس 2018 على موقع واي باك مشين.
- المندوبية السامية للتخطيط